# Sommerviller
Sommerviller é uma comuna francesa na região administrativa de Grande Leste, no departamento de Meurthe-et-Moselle. Estende-se por uma área de 3,81 km². Em 2010 a comuna tinha 998 habitantes (densidade: 261,9 hab./km²).